# Арена (фильм, 2011)
«Арена» (англ. Arena) — остросюжетный боевик режиссёра Джоны Лупа, в главных ролях Сэмюэл Л. Джексон и Келлан Латс.

## Сюжет
Дэвид Лорд (Келлан Латс) принудительно оказывается в диком мире современных гладиаторских боёв, в котором люди должны сражаться насмерть для развлечения интернет-масс.

## В ролях
- Келлан Латс — Дэвид Лорд[2]
- Сэмюэл Л. Джексон — Логан[2]
- Катя Винтер — Милла
- Нина Добрев — Лори[3]
- Дерек Мирс — Брут Джексон[3]
- Дэниел Дэ Ким — Тайга[4]
- Джеймс Ремар — агент Маккарти[3]
- Джонни Месснер — Кейдн

## Съёмки
Съёмки проходили в Батон-Руже (Луизиана).
Рабочее название фильма «Смертельные игры» (Deathgames).